# The Island of Desire
The Island of Desire è un film muto del 1917 diretto da Otis Turner. La sceneggiatura si basa sul racconto Beyond the Rim di J. Allan Dunn pubblicato sull'Adventure Magazine nel luglio 1916.

## Produzione
Il film fu prodotto dalla Fox Film Corporation.

## Distribuzione
Distribuito dalla Fox Film Corporation, il film uscì nelle sale cinematografiche statunitensi il 1º gennaio 1917.